# 3-甲基庚烷
3-甲基庚烷（英語：3-Methylheptane）化学式CH3CH2CH(CH3)CH2CH2CH2CH3，是辛烷的带支链的异构体，由于3号碳原子是手性碳原子，所以存在两种旋光异构体，分别是 (R)-3-甲基己烷和 (S)-3-甲基己烷，相对折射率为1.398（20°C）。